# Charles Price Loomis
Charles Price Loomis (* 26. Oktober 1905 in Broomfield, Colorado; † 6. Juli 1995) war ein US-amerikanischer Soziologe und 57. Präsident der American Sociological Association. Loomis war maßgeblich an der Verbreitung des soziologischen Ansätze von Ferdinand Tönnies in den Vereinigten Staaten beteiligt.
1928 erwarb Loomis den Bachelor-Abschluss für Agrarwissenschaft in New Mexico, 1929 legte er das Master-Examen in den Fächern Wirtschaftswissenschaft und Soziologie an der North Carolina State University ab, 1933 wurde er an der Harvard University zum Ph.D. promoviert. Danach folgten Studienaufenthalte an der Universität Heidelberg und der Universität Königsberg. Anschließend arbeitete er für staatliche Landwirtschaftsorganisationen, bis er 1944 Professor an der Michigan State University wurde. Nach seiner Emeritierung 1971 wechselte er an die University of Houston.
1940 legte Loomis eine Übersetzung des Tönnies-Hauptwerkes Gemeinschaft und Gesellschaft vor. 1967 amtierte er als Präsident der American Sociological Association.